# Miłan Arsow
Miłan Arsow (bułg. Милан Арсов, ur. 1884 w Wełes, zm. 1908 w Murzuk) – bułgarski rewolucjonista-anarchista, członek organizacji  Gemidži. W Macedonii Północnej jest uważany za Macedończyka.

## Biografia
Urodził się we wsi Orawiec w gminie Wełes, w Imperium Osmańskim (dzisiejsza Macedonia Północna). Uczył się w bułgarskim gimnazjum Św. Cyryla i Metodego w Salonikach oraz Bułgarskim Bitolskim Egzarchackim gimnazjum, ale go nie ukończył.
W Salonikach wstąpił do bractwa anarchistycznego, zwanego Gemidži. Brał udział w zamachach w 1903. 15 kwietnia 1903 Dimitar Meszew, Ilija Traszkow i Miłan Arsow zdetonowali linię kolejową Saloniki - Stambuł. W zamachu ucierpiało kilka samochodów i lokomotywa, pasażerom nic się nie stało. Arsow był również odpowiedzialny za wybuch bomby przed hotelem „Alhambra”.
Miłan był jednym z czterech ocalałych z Gemidzhii, którzy zostali postawieni przed sądem wojskowym. Wraz z Pawłem Szatewem, Georgi Bogdanowem i Marko Bosznakowem zostali skazani na śmierć, ale jego wyrok został zamieniony na dożywocie i wraz z innymi zabójcami został wysłany do Fezzan na Saharze.
Zmarł na gruźlicę 8 czerwca 1908 w Murzuku, ale jego czaszka wróciła do Macedonii dzięki staraniom Pawła Szatewa i Georgija Bogdanowa.